# Bỏng nhiệt
Bỏng nhiệt là một loại bỏng do tiếp xúc với các vật nóng, chẳng hạn như nước sôi, hơi nước, dầu ăn nóng, lửa và các vật nóng. Bỏng do nước nóng là loại bỏng nhiệt phổ biến nhất ở trẻ em, nhưng đối với người lớn, bỏng nhiệt thường do lửa nhiều nhất. Bỏng thường được phân loại từ cấp độ thứ nhất đến cấp độ thứ tư, nhưng Hiệp hội Bỏng Hoa Kỳ (ABA) đã phân loại bỏng nhiệt là nhỏ, vừa và lớn, hầu như chỉ dựa vào độ sâu và kích thước của vết bỏng.

## Nguyên nhân

### Chất lỏng và hơi nước nóng
Bỏng nước nóng (scalding) là một loại bỏng nhiệt do nước sôi và hơi nước, thường gặp ở trẻ em. Bỏng loại này thường xảy ra do vô tình làm đổ chất lỏng nóng, có nhiệt độ nước quá cao để tắm và gội đầu, hơi nước từ nước sôi hoặc thức ăn nóng hoặc bị dầu ăn nóng văng vào người. Mở rộng quy mô thường là bỏng độ một hoặc độ hai, và bỏng độ ba đôi khi có thể xảy ra do tiếp xúc kéo dài. Gần ba phần tư của tất cả các thương tích bỏng mà trẻ nhỏ phải chịu là bỏng nước.

### Lửa
Hỏa hoạn gây ra khoảng 50% các trường hợp bỏng nhiệt ở Hoa Kỳ. Sự kiện thường xuyên nhất mà mọi người bị lửa thiêu là trong các vụ cháy nhà mà lính cứu hỏa và người bị mắc kẹt gặp phải, nơi xảy ra 85% số ca tử vong do hỏa hoạn. Pháo hoa là một nguyên nhân đáng chú ý khác của bỏng lửa, đặc biệt là ở nam thanh thiếu niên vào những ngày quốc khánh. Nguyên nhân phổ biến nhất gây thương tích do lửa hoặc ngọn lửa ở trẻ em là chạm vào ngọn lửa nến. Ở một số vùng, chẳng hạn như miền tây Hoa Kỳ, việc bị cháy rừng là phổ biến, đặc biệt là trong số đó. Cháy rừng có thể đột ngột thay đổi do thay đổi hướng gió, khiến lính cứu hỏa và nhân chứng khó tránh khỏi bị đốt cháy.
Nếu quần áo bắt lửa, bỏng độ ba có thể phát triển chỉ trong vài giây.

### Vật nóng
Các vật rắn nóng cũng có thể gây bỏng tiếp xúc, đặc biệt là ở trẻ em, chúng có thể cố tình chạm vào những thứ mà chúng không biết là quá nóng để chạm vào. Những vết bỏng như vậy in trên da thường tạo thành một mô hình giống với vật thể. Nguồn gây bỏng từ các vật thể rắn bao gồm tro và than, bàn là, thiết bị hàn, chảo rán và nồi, thùng chứa lò, bóng đèn và ống xả.